# Bad Buddy
Bad Buddy ( Thai: แค่เพื่อนครับเพื่อน; RTGS: Khae Phuean Khrap Phuean,  in inglese Just a Friend, Friend) è una serie televisiva romantica thailandese di genere Boys' Love del 2021 con Korapat Kirdpan (Nanon) e Pawat Chittsawangdee (Ohm). Basato sul romanzo Behind the Scenes di Afterday e West, racconta la storia di due ragazzi che provengono da famiglie vicine in guerra tra loro e si ritrovarono a competere per quasi tutto, ma durante la vicenda sviluppano sentimenti romantici l'uno per l'altro.
Diretta da Noppharnach Chaiwimol (Aof) e prodotta da GMMTV, questa serie è una delle 16 serie televisive di GMMTV per il 2021 presentata durante l'evento GMMTV 2021: The New Decade Begins il 3 dicembre 2020. È stato presentato in anteprima su GMM25 il 29 ottobre 2021, in onda ogni venerdì alle 20:30 ICT (20:30), mentre la sua versione integrale è andata in onda alle 22:30 ICT (22:30) su WeTV.
È stato inserito nell'elenco dei migliori drammi Boys' Love del 2022 di Teen Vogue.

## Trama
L'inimicizia tra Pat (Pawat Chittsawangdee), un ragazzo sfacciato e impulsivo, e Pran (Korapat Kirdpan), un perfezionista pulito e ordinato, è la prosecuzione di una vecchia rivalità familiare: i loro genitori gestiscono due attività concorrenti vicine tra loro e si odiano a vicenda; i ragazzi sono quindi diventati naturalmente rivali in ogni cosa.
Quando hanno 12 anni, la loro ostilità comincia a dissolversi dopo che la sorellina di Pat, Pa (Pattranite Limpatiyakorn), rischia di annegare in uno stagno. Mentre Pat rimane impietrito dallo shock, Pran si tuffa subito in acqua e salva Pa dall'annegamento. Questo cambia il loro rapporto; pur mantenendo le apparenze della rivalità, in realtà non si odiano più. Arrivati al decimo anno di scuola, entrano a far parte della stessa banda musicale e la loro amicizia si rafforza. I familiari di Pran però non vedono la cosa di buon occhio e lo mandano in collegio.
Due anni dopo, i due ragazzi si incontrano nuovamente all'università. Pat è stato eletto presidente delle matricole di Ingegneria mentre Pran è il presidente delle matricole di Architettura, due facoltà anch'esse storicamente rivali i cui studenti si scontrano spesso anche fisicamente. Pa chiede a Pat di non fare del male a Pran perché è stato lui a salvarle la vita. Pat e Pran si incontrano spesso per mettersi d'accordo per cercare di mettere fine alle violenze tra le due classi rivali e poco alla volta si innamorano, iniziando una storia segreta. La relazione però alla fine viene scoperta e i due ragazzi dovranno affrontarne le conseguenze.

## Episodi
| Episodio | Data             | Ascolti |
| -------- | ---------------- | ------- |
| 1        | 29 ottobre 2021  | 0.131%  |
| 2        | 5 novembre 2021  | 0.112%  |
| 3        | 12 novembre 2021 | 0.131%  |
| 4        | 19 novembre 2021 | 0.058%  |
| 5        | 26 novembre 2021 | 0.150%  |
| 6        | 3 dicembre 2021  | 0.072%  |
| 7        | 10 dicembre 2021 | 0.062%  |
| 8        | 17 dicembre 2021 | 0.088%  |
| 9        | 24 dicembre 2021 | 0.158%  |
| 10       | 7 gennaio 2022   | 0.1%    |
| 11       | 14 gennaio 2022  | 0.2%    |
| 12       | 21 gennaio 2022  | 0.165%  |
| Media    | Media            | 0.121%  |

## Accoglienza
A partire dal 15 novembre 2021, la serie ha raggiunto la posizione n. 1 nella classifica delle serie BL più popolari di WeTV Thailandia. Il 23 novembre 2021 è diventata la serie televisiva e il dramma tailandese più visto in streaming e il 13 dicembre 2021 il titolo più visto sulla piattaforma dopo l'uscita dell'episodio 7. Allo stesso modo, la serie è arrivata anche nella top 10 delle serie settimanali più viste di iWantTFC nonostante la sua disponibilità esclusiva nelle Filippine. Alla prima uscita in classifica il 3 novembre 2021, la versione sottotitolata in inglese della serie ha raggiunto la Top 9 È rimasto costantemente nella Top 10 nel corso delle settimane e dal 14 dicembre 2021, pochi giorni dopo l'uscita dell'episodio 7, la versione sottotitolata in inglese ha raggiunto la Top 8 e la versione doppiata in filippino ha raggiunto la Top 9.

## Premi e nomination
| Anno | Premio                       | Categoria                                | Destinatario/i e intestatario/i         | Risultato |
| ---- | ---------------------------- | ---------------------------------------- | --------------------------------------- | --------- |
| 2021 | WeTV Awards                  | Best of Thai Series                      | Bad Buddy Series                        | Vinto     |
| 2021 | WeTV Awards                  | Best of Y-Series                         | Bad Buddy Series                        | Vinto     |
| 2022 | 18° Kom Chad Luek Awards     | Lakorn/serie più popolare                | Bad Buddy Series                        | Vinto     |
| 2022 | Maya Entertain Awards 2022   | Canzone dell'anno                        | Just Friend? di Korapat Kirdpan (Nanon) | Nominato  |
| 2022 | Maya Entertain Awards 2022   | Serie dell'anno                          | Bad Buddy Series                        | Vinto     |
| 2022 | Kazz Awards 2022             | Miglior scena                            | Bad Buddy Series                        | Vinto     |
| 2022 | ContentAsia Awards 2022      | Best LGBTQ+ Programme realizzato in Asia | Bad Buddy Series                        | Vinto     |
| 2022 | 27th Asian Television Awards | Best Theme Song                          | Just Friend? di Korapat Kirdpan (Nanon) | Vinto     |

## Spin off
Le storie su Ink e Pa, una coppia yuri della serie, sono state inserite nell'episodio Zero Photograph della miniserie Magic of Zero, pubblicata l'11 agosto 2022, con Pansa Vosbein e Pattranite Limpatiyakorn che riprendono i loro ruoli di Ink e Pa. 
Nel 2023, Bad Buddy è stato incluso nel roster della seconda parte della serie della GMMTV Our Skyy (intitolata Our Skyy 2). Ohm e Nanon riprendono i ruoli rispettivamente di Pat e Pran.